# Euscelidia lepida
Euscelidia lepida là một loài ruồi trong họ Asilidae. Euscelidia lepida được Dikow miêu tả năm 2003. Loài này phân bố ở miền Ấn Độ - Mã Lai.